# Фюсенски манастир
Фюсенският манастир „Свети Манг“ (на немски: Kloster Sankt Mang Füssen) е бивш манастир в град Фюсен, Германия.

## История
Бенедиктинският манастир е основан през първата половина на 9 век от Магн Фюсенски, чието име носи днес. Съвременният архитектурен комплекс е изграден през 1696-1726 година в бароков стил. През 1802 година манастирът е секуларизиран и става собственост на принцовете на Йотинген-Валерщайн. През 1837 година манастирската църква е дарена на местната енория, а през 1909 година общината придобива останалите сгради. Днес те се използват като седалище на общината, а в част от тях е организиран исторически музей.